# 新地中華街停留場
新地中華街停留場（日语：／ Shinchi-Chūkamachi teiryūjō */?），又稱新地中華街電車站，是位於長崎縣長崎市銅座町，長崎電氣軌道本線和大浦支線的電車站。車站編號為31A（崇福寺、螢茶屋方向）和31B（長崎前前、石橋方向）。

## 歷史
此電車站在1915年（大正4年）啟用，當日為長崎電軌首條路線（第一期線）啟用日。電車站啟用時的名稱為築町停留場（日语：／）。當初電車站位於長久橋處。該電車站距離醫院下不到3.7公里。翌年相當於現時大浦支線，此電車站至出雲町之間（第二期線）開通。但是兩條路線的轉乘站是靠近出島一方的千馬町停留場（日语：／）。在1920年（大正9年），連接古町的第三期線開通，築町停留場同時廢止。
電車站大約在約40年後的1961年（昭和36年）重開。根據都市計劃，原本大浦支線的分支點由千馬町改為築町，路軌也進行遷移，同時再次設置了築町停留場。而千馬町停留場同時廢止。
在2018年（平成30年），築町停留場改名為新地中華街停留場，這是為了方便乘客前往沿線的觀光地點而改名。

### 年表
- 1915年（大正4年）11月16日 - 築町至醫院下之間的第一期線開通，築町停留場啟用[3][4]。當時千馬町停留場同時啟用[4]。
- 1916年（大正5年）12月27日 - 千馬町至出雲町臨時終點之間的第二期線開通[3]。
- 1920年（大正9年）12月25日 - 築町至古町之間的第三期線開通[3]。築町停留場廢止[4]。
- 1961年（昭和36年）10月5日（也有說法為7月28日） - 石橋方向的路軌遷移，築町停留場再次啟用，千馬町停留場同日廢止[2][4]。
- 2000年（平成12年）
  - 3月17日 - 電車站裝修[10]。
  - 8月7日 - 設置方向資訊廣播裝置[10]。
- 2018年（平成30年）8月1日 - 電車站改名為新地中華街停留場[9][11]。

## 電車站構造
電車站是建造在共用行車道上。電車站設有2面2線的低地台相對式月台（千鳥式月台）。東邊為長崎站前、石橋方向月台，西邊為崇福寺、螢茶屋方向月台。兩月台的電車站編號相異，這是為了方便乘客轉乘電車時分辨乘車處。在長崎站前、石橋方向月台中，於月台端停止線停靠的電車為1號系統和2號系統，於中央附近停止線停靠的電車是5號系統。在月台上設有電車進站廣播，分別有日語和英語的自動廣播。
本線和大浦支線的分支處位於電車站靠近出島一方，石橋方向的大浦支線會直前進，長崎站前方向的本線會向右轉。在分支處的路口設有警告燈。電車站靠近西濱町一方設有渡線。在多客時期會安排臨時班次作折返之用。同時在多客時期，為了減輕人流擁擠的情況，電車站上設置了檢票處，乘客可於乘車門下車。
此電車站為1號系統和5號系統的指定轉乘站，使用全國互相交通系IC卡的乘坐電車時，如果在30分鐘內乘坐第二程電車時設有轉乘優惠（第2程免費，乘坐重複方向的電車除外，即是崇福寺方向和螢茶屋方向）。在2021年3月前設有轉乘券，當時以現金支付的乘客也可使用轉乘優惠。

### 運行系統
此電車站是本線和大浦支線電車站之一。當中1、2、5系統駛入此站。1系統和2系統行走在本線上，5系統會在此電車站從本線轉入大浦支線。

## 使用狀況

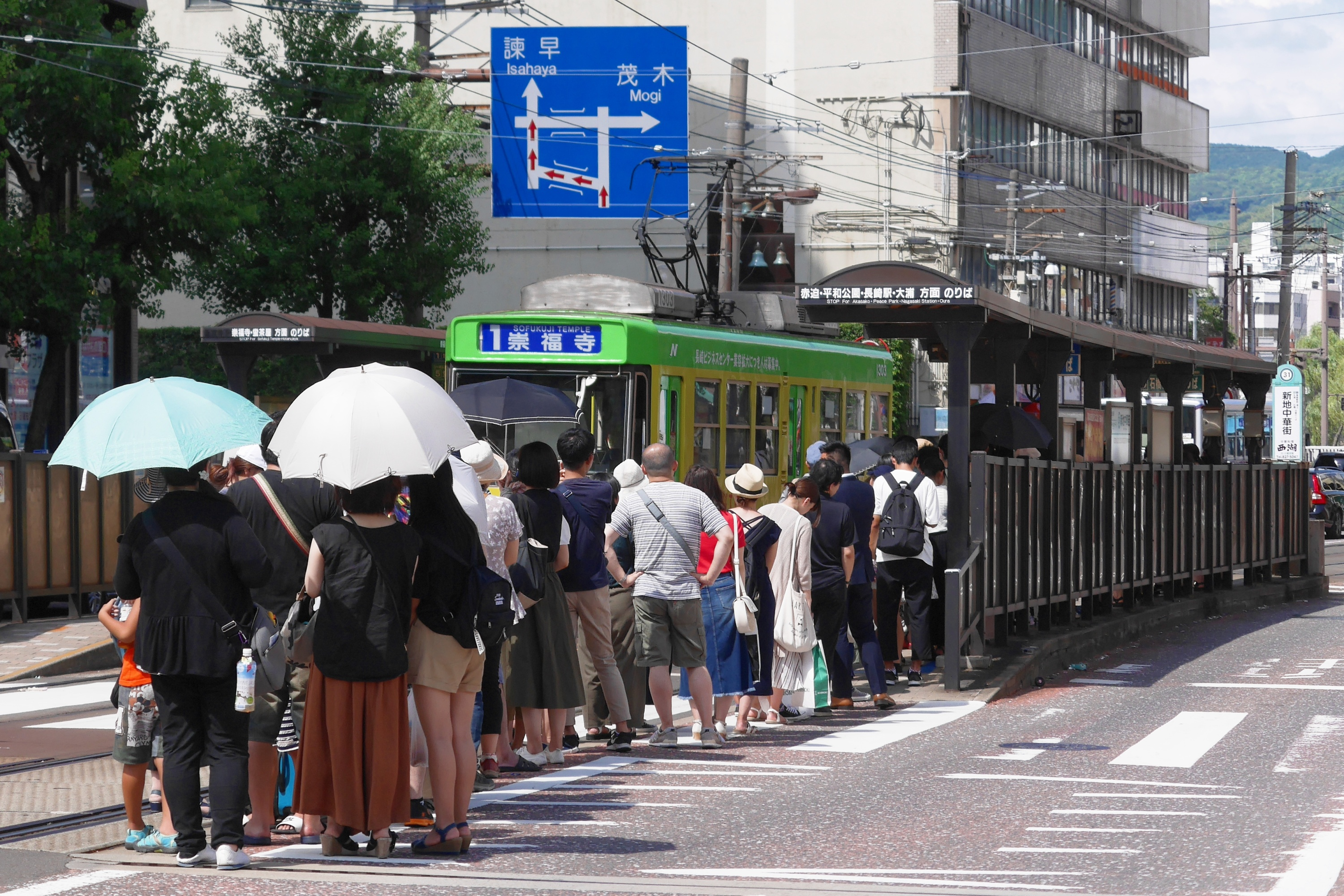
多客時的電車站。
乘客於車道上候車

根據「長崎電軌」的調査，以下為1日的上下車人次資料。
- 1998年 - 10,790人[1]
- 2015年 - 6,000人[14]

此電車站較多觀光客和購買客使用。長崎站前至此電車站之間成為長崎電軌最多人使用的區間。此電車站上落車之時間比較長，干擾了列車時間表。同時，由於此電車站是指定轉乘電車站之一，因此月台上經常都比較繁忙。在修學旅行季節會有許多乘客於月台上候車，甚至乘客需要站出馬路候車。
以下是一日平均乘車人次、上下車人次列表：
| 年度   | 1日平均 乘車人次 | 1日平均 上下車人次 |
| ------ | ---------------- | ------------------ |
| 2012年 | 2,800            | 5,645              |
| 2013年 | 2,992            | 6,000              |
| 2014年 | 3,076            | 6,200              |
| 2015年 | 3,261            | 6,500              |

## 電車站周邊
長崎新地中華街最近此電車站，也鄰近長崎市中心的商店街。在電車站改名前為「築町」，但是電車站所在地為銅座町。築町的區域位於中島川對面。原本此電車站是在築町內，後來隨著町名和邊界變更，使電車站不在築町內。
- 長崎巴士（日语：長崎自動車）長崎新地總站（日语：長崎新地ターミナル）
  - AEON長崎店
- 長崎巴士總站酒店
- JAL城市長崎
- 長崎華盛頓酒店
- 湊公園
- 十八親和銀行（日语：十八親和銀行）總店
- 出島（荷蘭商館（日语：オランダ商館）蹟）
- 出島橋

## 相鄰電車站
長崎電氣軌道
本線（■1號系統、□2號系統）
出島（30）－新地中華街（31A/B）－西濱町（32）
大浦支線（■5號系統） 
西濱町（32）－新地中華街（31A/B）－醫療中心（47）
- 大浦支線此電車站至醫療中心停留場之間於1990年（平成2年）前曾經設有入江町停留場。

## 注腳